# Encarsia koebelei
Encarsia koebelei är en stekelart som först beskrevs av Howard 1908.  Encarsia koebelei ingår i släktet Encarsia och familjen växtlussteklar. Inga underarter finns listade i Catalogue of Life.